# Melchior de Polignac
Pour les articles homonymes, voir Melchior de Polignac (homonymie).
Melchior de Polignac, né à Lavoûte-sur-Loire, près du Puy-en-Velay, le 11 octobre 1661 et mort à Paris le 20 novembre 1741, est un prélat, diplomate et poète français néolatin. C'est le premier personnage qui distingue la maison de Polignac, l'une des plus anciennes de la noblesse française dont la généalogie remonte par filiations probables à la fin du IXe siècle.

## Biographie

### Jeunesse et éducation
Melchior de Polignac naît le 11 octobre 1661 au château de Lavoûte-sur-Loire, comme fils du vicomte Louis-Armand XIX de Polignac (1608-1692), gouverneur du Puy, et de sa troisième femme, Jacqueline Grimoard de Beauvoir du Roure (1641-1721). Cadet de famille, il est destiné à l'Église. Il fait ses études à Paris au collège de Clermont, tenu par les jésuites, puis au collège d'Harcourt et au séminaire Saint-Sulpice.
À la mort du pape Innocent XI, en 1689, le cardinal de Bouillon l'emmène avec lui à Rome, où il rencontre le nouveau pape, Alexandre VIII.

### L'échec de la mission de Pologne
En 1691, il commence sa carrière diplomatique. Remarqué à la Sorbonne par le cardinal de Bouillon, celui-ci le prend comme conclaviste lors de l'élection du pape Innocent XII entre février et juillet 1691. A son retour, ses talents de négociateur le font désigner par le roi en 1693 comme ambassadeur de France à Varsovie. Afin de lui permettre de faire face aux dépenses de sa nouvelle charge, le roi le nomme abbé commendataire de l’abbaye de Bonport. L’abbé atteint Copenhague le 12 juillet 1693, où il se coordonne avec M. de Bonrepaus, l'ambassadeur de France dans ce pays, puis gagne Dantzig où il arrive le 25 juillet.

#### La signature d'une paix particulière entre la Pologne et l'empire Ottoman (1693-1696)
La question qu'il avait à résoudre en priorité, outre la nécessité de resserrer les liens entre la Pologne et la France, était celle de tenter d'amener les Polonais à la signature d'une paix particulière avec les Turcs. La diversion représentée par la menace ottomane sur les terres de l'Empire favorisait trop les vues de Louis XIV à l'encontre la Maison d’Autriche pour que ce dernier, en pleine guerre de la Ligue d'Augsbourg, ne cherche pas à affaiblir la coalition organisée par l'empereur pour lutter contre les raids incessants de l'empire ottoman sur les territoires relevant de sa couronne. Mais, le roi de Pologne, Jean III Sobieski était lié dans une alliance offensive et défensive contre les Turcs par le traité de Linz signé en 1684 avec l’Autriche et la république de Venise. Ce pacte impliquait qu’il ne pouvait traiter indépendamment. L'abbé tente donc de convaincre la reine qui était française de l'intérêt de cette paix pour le royaume, mais le roi tergiverse pendant trois ans et sa mort à la fin du printemps 1696 vient enterrer l’espoir de cette paix déjà fortement compromise par ses hésitations et la duplicité des Turcs.

#### L'élection d'un candidat français à la couronne de Pologne (1696-1697)
En 1696, Louis XIV propose à un prince du sang, son cousin le prince de Conti de se porter candidat au trône de Pologne laissé vacant et qui devait faire l'objet d'une élection par la noblesse de ce pays. À la mi-juillet 1696, l’abbé de Polignac reçoit une délégation de la noblesse conduite par le Grand Trésorier Jérôme Lubomirski qui marque nettement le choix d'une grande partie des primats pour une candidature française. Il en rend compte à Louis XIV en ces termes : « On dit que si la nation ne voulait aucun des trois princes, et si elle persistait dans la ferme et constante résolution d'exclure ainsi tous les piastes, il faudra par nécessité recourir aux princes étrangers entre lesquels la faction dont je parle choisit de préférence à tout autre et désire ardemment le prince de Conti ». Toutefois, l’abbé ne cache pas dans ses courriers à Versailles que l’argent était le principal nerf de la guerre dans cette recherche de ralliements à la candidature française. L’abbé de Châteauneuf, envoyé en renfort par Versailles qui se méfiait de son ambassadeur à la suite de rapports défavorables à son action qui lui viennent de Pologne, fait cause commune avec l’abbé de Polignac. Les deux abbés envoient alors une dépêche au prince de Conti dans laquelle ils le supplient de hâter son départ.
Pendant que Louis XIV et son candidat hésitent, l’électeur Frédéric Auguste de Saxe dévoile sa candidature à trois mois de la date des élections. Il s'agissait d'un adversaire dangereux pour le clan français animé par l'abbé de Polignac car, ayant bien préparé son affaire, celui-ci possédait à la fois de l’argent et des troupes prêtes à rentrer en Pologne avec l'appui de la Russie et de l'Autriche qui ne souhaitaient pas que la France s'immisce dans les affaires polonaises. La diète d'élection, réunie les 25 et 26 mai 1697, proclame élu le prince de Conti le 27 au soir. Mais dans la nuit qui suit, les partisans de l'électeur de Saxe qui avaient distribué de l'argent pour favoriser leur candidat pendant la diète, font proclamer élu ce dernier par une minorité de seigneurs polonais en dehors du champ réservé à l'élection, le Kolo, ce qui affectait d'illégalité ce vote. L'abbé prévient Versailles en ces termes : « Voilà, Sire, ce que nous avons fait malgré l'opposition de trois généraux et l'infidélité d'un quatrième. Enfin, Monseigneur le prince de Conti est élu par les trois-quarts de la république et l'autre quart par pur désespoir a élu un autre prince que l'on ne pouvait prévoir. » Le 1er juillet, il se justifiait en ajoutant : « Vous voyez en quel état sont les affaires de Pologne. S'il [Conti] avait été ici ou dans le voisinage et si les millions de la République avait été comptants comme nous l'avions toujours demandé, la double élection ne se serait pas faite ou du moins elle n'aurait pas duré au lieu que présentement, nous nous trouvons avec un titre incontestable sans argent et sans roi, pendant que l'électeur est aux portes avec des troupes et l'assistance de tous les États voisins au Royaume, intéressés à le soutenir ». En effet, fort de cette élection douteuse, l'électeur de Saxe pénètre en Pologne avec ses troupes et va se faire couronner à Cracovie par ses partisans.
S'étant enfin décidé à partir, escorté par l’escadre de Jean Bart, le prince de Conti arrive au large de Dantzig le 26 septembre. Ses premières paroles aux envoyés polonais venus l'accueillir sont pour se plaindre que sa cause avait été mal présentée et qu'il souhaitait rétablir la vérité. Il descend deux fois à terre pour rencontrer ses partisans. L’assemblée de la noblesse de Haute Pologne déclare donc légitime l’élection du prince de Conti, demande en conséquence à son concurrent saxon de quitter le territoire, mais l’électeur refuse de se plier à cette exigence. Le 17 octobre, la diète de confirmation proclame à nouveau roi le prince français. Mais, elle est obligée de lever séance devant l'approche des troupes de l'électeur. Le général saxon Brandt, à la tête d'une troupe assez nombreuse, effectue un raid sur les environs de Dantzig. Le prince de Conti, dépourvu de troupes et menacé par les raids saxons et par la crainte du retour des glaces dans le Sund, décide de repartir avec l’escadre de Jean Bart.

#### L'abbé de Polignac victime de la raison d'État
L'abbé de Polignac, sur ordre du roi, a payé de quelques années d'exil à Bonport l'échec de la diplomatie française dans cette tentative de s'immiscer dans les affaires de Pologne pour embarrasser l'Autriche qui, associée à l'Angleterre, menait depuis une dizaine d'années la guerre aux frontières du royaume de France. Mais était-t-il le seul coupable ? Dans son Histoire de la marine française où il a traité de l’affaire de Pologne, Eugène Sue fait valoir que, nonobstant la raison d’Etat qui a manifestement prévalu dans la conclusion française de cette affaire et que de nombreux historiens ont repris à leur compte en répétant « l’accusation portée par Louis XIV contre M. de Polignac », et en le rendant «  responsable et solidaire du mauvais succès du prince de Conti », on peut également conclure que « M. de Polignac n’eut aucun tort dans cette affaire : qu’il assura au contraire l’élection de M. le prince de Conti ». En effet, ce dernier n'a-t-il pas aussi une part de responsabilité en raison de son peu d'enthousiasme à s'éloigner de la cour, laissant ainsi toute latitude aux manœuvres d'Auguste de Saxe pour s'emparer par un coup de force de la couronne qui aurait dû lui échoir ? Et Louis XIV, lui même, n'a-t-il pas fait preuve de légèreté en s'engageant dans cette opération d'influence sans avoir la possibilité de donner à l'abbé les moyens financiers qui lui auraient permis de contrer les libéralités financières grâce auxquelles Auguste de Saxe a pu se constituer un parti acquis à sa cause à la veille de l'élection ? La question reste pendante.

### Le deuxième séjour à Rome
Rentré en grâce en 1700, il est élu à l'Académie française en mai 1704. En 1706, sur l'intervention de son ami le marquis de Torcy, secrétaire d’État aux Affaires étrangères, qui souhaitait l'éloigner des perfidies de la cour afin de le préserver, il est désigné comme auditeur de Rote et rejoint Rome où il reste jusqu'en 1709, tenant informé le roi des multiples affaires qui agitaient la ville sainte et notamment de l'ingérence de plus en plus préoccupante des Allemands dans les affaires de la péninsule. Outre ses activités à la Rote, il lui est également demandé de profiter de ses relations avec le Saint Père pour encourager celui-ci à maintenir sa condamnation de la doctrine janséniste tout en se gardant de trop interférer dans les affaires de l'église de France dont une partie soutenait les jansénistes   À la suite du décès de Charles-Maurice Le Tellier en 1710, il obtient la charge de grand-maître de la Chapelle royale qu'il conservera jusqu'en 1716. C'est grâce à sa générosité qu'en 1712, alors qu'il est auditeur de la Rote romaine, que l'Église Saint-Louis-des-Français à Rome est restaurée; il fait ajouter une nouvelle aile, qui comprend la fameuse Galerie des Rois.

### La négociation réussie de la paix d'Utrecht
A la fin de l'été 1709, il est rappelé de Rome par Louis XIV qui a en tête de l'associer au maréchal d'Huxelles comme plénipotentiaire aux entretiens préliminaires à la signature d'une paix générale à la guerre dite de la Succession d'Espagne qui allaient se tenir à Mont-Sainte-Gertrude, petite localité des Provinces-Unies. Il y restera de mai à juillet 1710 mais cette négociation n'aboutit pas en raison notamment de l'intransigeance hollandaise. En janvier 1712, il est l'un des négociateurs français des traités d'Utrecht (1713) en compagnie du maréchal d'Huxelles et de Nicolas Mesnager. Bien que second par ordre protocolaire de ce trio, il en était en réalité le plus expérimenté. Leurs adversaires ne s'y étaient pas trompés puisqu'ils écrivaient : « I believe I told your Lordship once before, that M. de Polignac is really most in the secret of his court. » Alternant souplesse et fermeté, l'abbé de Polignac et ses alter ego ont su utiliser avec intelligence les divisions du camp adverse et la victoire magistrale de Denain, remportée en 1712 sur le prince Eugène par le maréchal de Villars, pour amener en avril 1713 à la signature d'un traité de paix qui préservait relativement les intérêts de la France. Créé cardinal in pectore le 18 mai 1712 par le pape, sa nomination fut rendue public le 30 janvier 1713. Désormais, auréolé du succès d'Utrecht, richement doté par le roi qui en 1713 abbé commendataire de l'abbaye de Corbie et qui l'invite régulièrement à participer à ses séjours au Château de Marly, le cardinal devient un personnage reconnu de la cour et il est consulté fréquemment sur les grands dossiers de politique étrangère ou religieuse. Impliqué par le roi dans la résolution du conflit né au sein de l'église de France entre les jansénistes soutenus par l'archevêque de Paris, le cardinal de Noailles, et les partisans de la Bulle Unigenitus qui condamnait-ceux ci, il n'arrive pas à convaincre les parties adverses et manque d'y perdre son crédit. La mort du roi, en août 1715, lui permet de quitter habilement ce champ de bataille. En juin 1715, il est doté de l'abbaye d'Anchin. De grandes perspectives de carrière s'offrent alors à lui. Malheureusement, il s'oppose à la politique pro-anglaise du Régent et de son principal ministre, le cardinal Dubois.

### La conspiration de Cellamare
Sans doute, par fidélité à Louis XIV, mais surtout influencé par ses relations avec la duchesse du Maine, qui voulait venger son mari ramené du rang de prince du sang à celui de simple pair par le régent, il s'engage à son côté pour la cause des princes légitimés et il se laisse imprudemment impliquer dans la Conspiration de Cellamare, à la fin de 1718. Ce complot fomenté par l'Espagne visait à éloigner le régent du pouvoir, pour le remplacer par le petit-fils de Louis XIV, devenu en 1701 roi d'Espagne sous le nom de Philippe V. Il fait alors à nouveau l'objet d'une mesure d'exil, cette fois dans son abbaye d'Anchin, ne pouvant être arrêté en raison de sa qualité de cardinal.

### Le troisième séjour à Rome

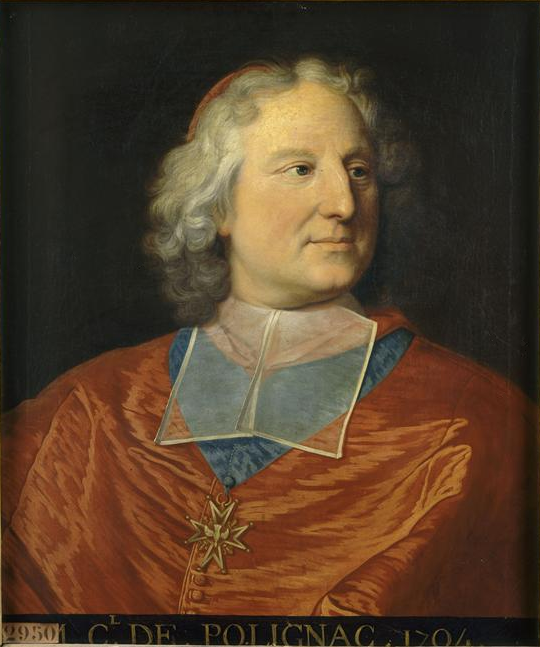
Melchior de Polignac Copie par atelier Rigaud

Melchior de Polignac est ordonné prêtre en 1722, et reçoit le titre de cardinal-diacre en septembre 1724, puis de cardinal-prêtre de S. Maria in Via en novembre 1724. Toutefois, dès la mort du régent et son remplacement par le duc de Bourbon, il est rapidement remis en selle par le nouveau pouvoir et envoyé en Italie afin de participer au conclave de 1724. Il concourt alors efficacement à l'élection de Benoît XIII. Il demeure ensuite à Rome comme chargé d'affaires de la France auprès du Saint Siège jusqu'en 1732. Au cours de cette ambassade, il doit s'occuper de nombreuses affaires, notamment de celle du renvoi en Espagne de l'infante Marie-Anne-Victoire qui, âgée de 3 ans, avait été fiancée à Louis XV. Il est également rattrapé par le dossier du conflit entre les jansénistes et les partisans de la Bulle Unigenitus. Il doit enfin favoriser l'obtention du chapeau de cardinal à l'abbé de Fleury, évêque de Fréjus, ancien précepteur du roi et successeur duc de Bourbon dans la charge de premier ministre. En 1725, il inaugure l'escalier monumental de la Trinité-des-Monts conçu par Francesco de Sanctis et Alessandro Specchi et voulu par le précédent chargé des affaires du roi à Rome Pierre Guérin de Tencin. Le 19 mars 1726 Benoît XIII vient consacrer dans l'église Saint-Louis-des-Français le cardinal de Polignac, préconisé archevêque d'Auch; le Pape a pour assistant dans cette cérémonie les cardinaux Ottoboni et Gualtieri. En dehors de ces travaux diplomatiques, son ambassade lui permet de donner libre cours à sa passion pour les antiquités romaines. Il entreprend des recherches dans Rome, participe à la découverte de sculptures antiques et ainsi se constitue une collection qu'il transportera ensuite à Paris pour l'installer dans son hôtel de la rue de Varenne. Protecteur de l'académie de France.
Il est aussi un ambassadeur fastueux et s'investit dans son rôle de représentation en donnant de grandes fêtes. La plus connue est donnée pour le mariage de Louis XV. En 1729, pour la naissance du Dauphin, une autre grande fête est organisée. Il en demande la représentation au peintre Giovanni Paolo Pannini qui peint Préparation du feu d'artifice et de la décoration de la fête donnée sur la place Navone à l'occasion de la naissance du dauphin, tableau conservé au Musée du Louvre.
En 1730, il participe à nouveau à l'élection du successeur de Benoit XIII, le pape Clément XII qui n'était pas son candidat. Durant les deux dernières années de son ambassade, il doit encore s'occuper des suites de l'affaire de la Bulle Unigenitus, mais affaibli physiquement et ayant compris qu'il n'était plus appuyé par le cardinal de Fleury, il demande son retour en France.

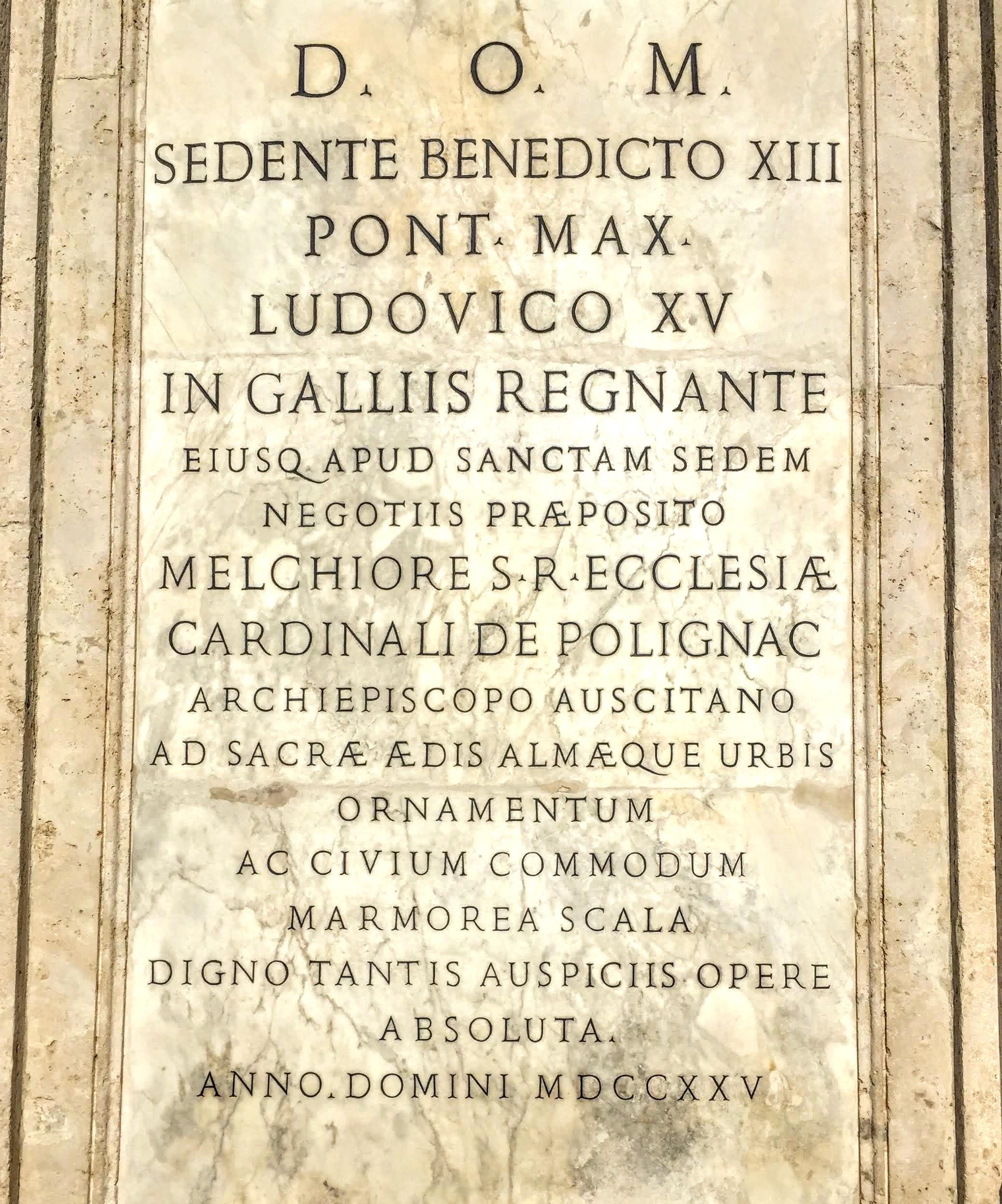
Stèle commémorative de l'inauguration par le cardinal de Polignac.
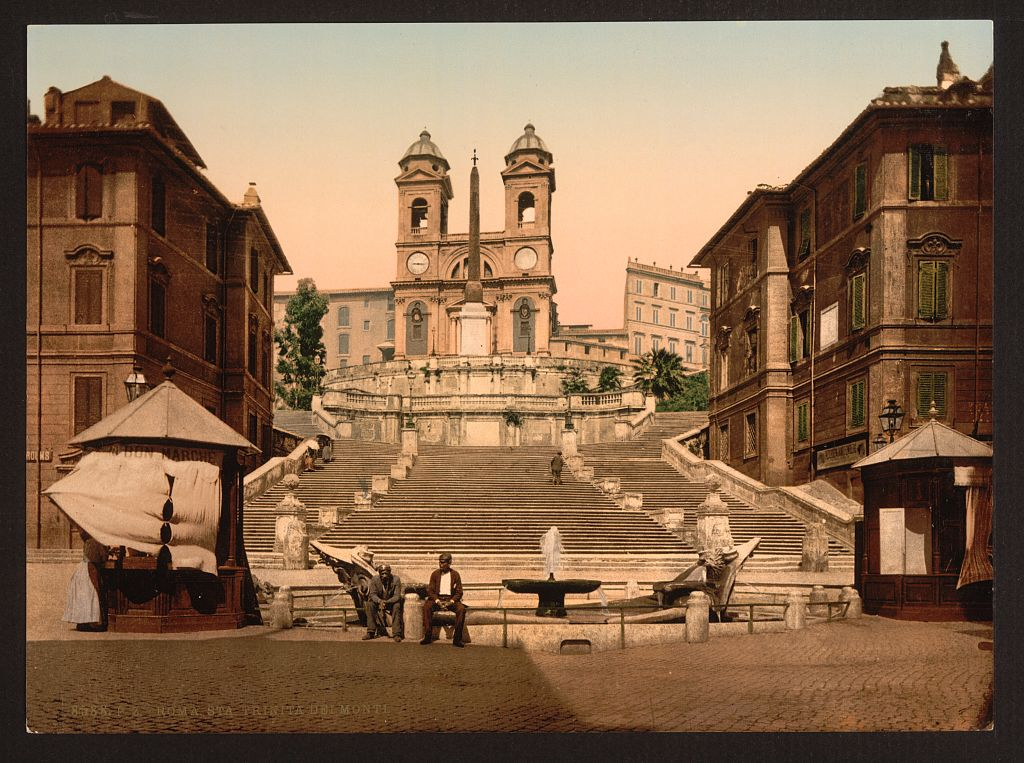
Escalier monumental de la Trinité-des-Monts.
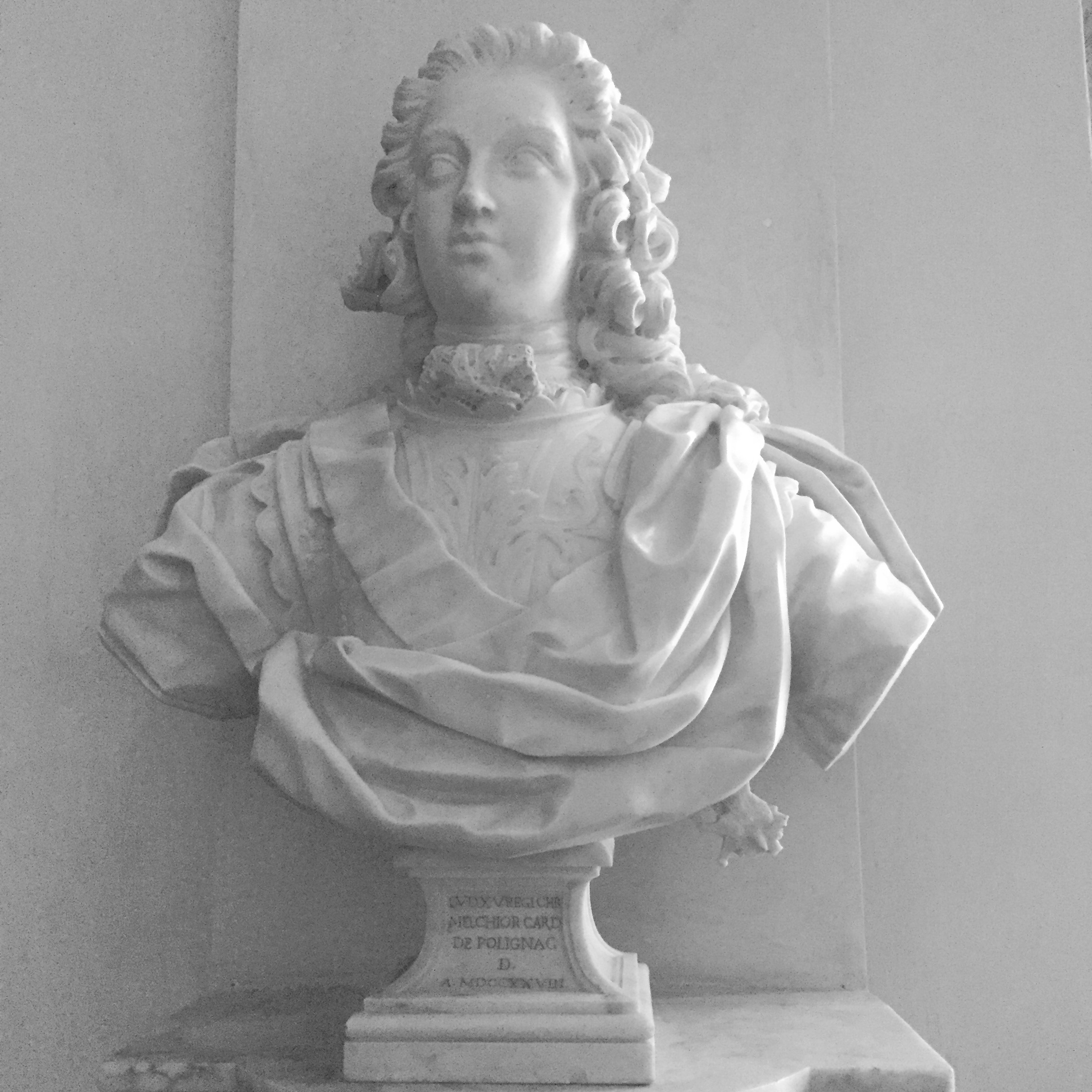
Buste de Louis XV offert au cardinal de Polignac dans la Galerie des Rois
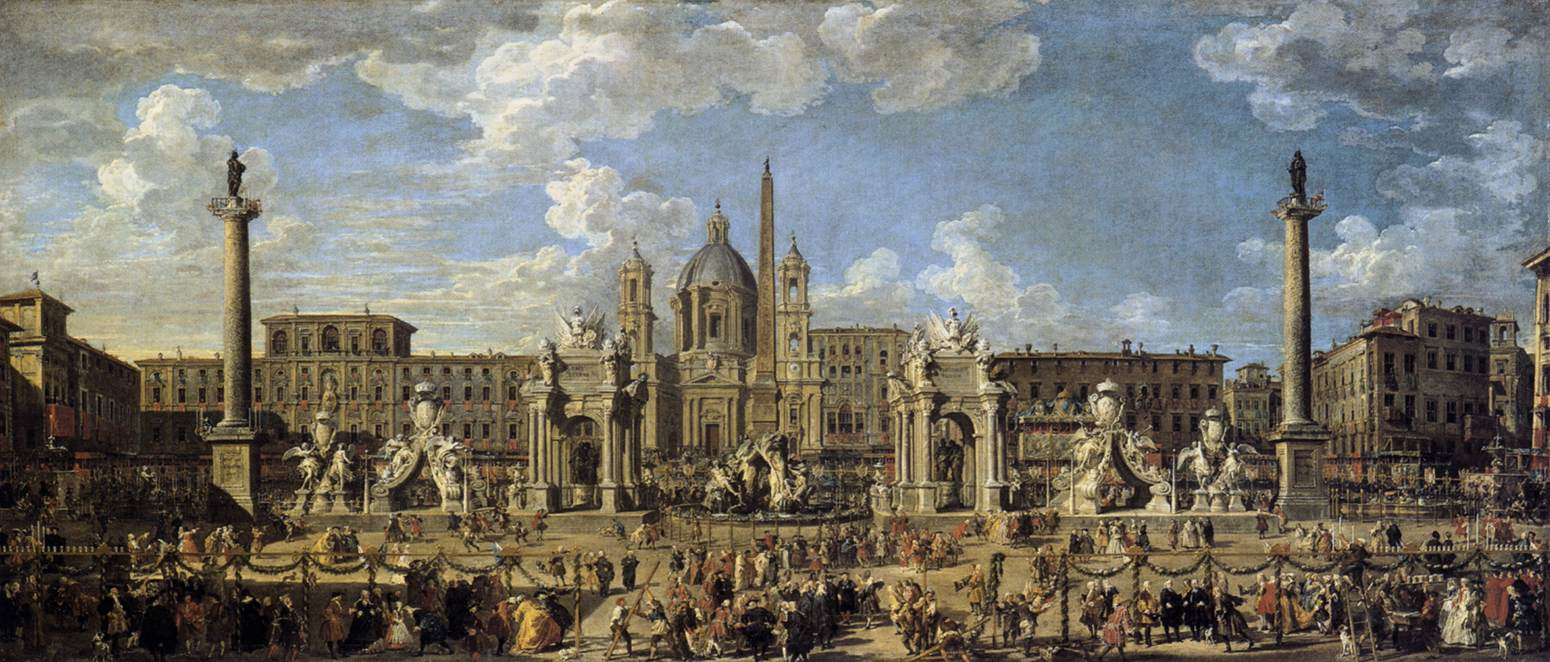
Fête de la naissance du Dauphin, 1729 Giovanni Paolo Pannini

### Retour à la cour et mort à Paris
Rentré en France en 1732, il consacre ses dernières années à l'administration de l'archidiocèse d'Auch auquel il avait été nommé en 1726; bien qu'il n'y mette jamais les pieds, il nomme l'abbé Louis d'Aignan du Sendat et deux autres prêtres pour le représenter. Son absence lui vaut d'être condamné en 1740 par le Grand Conseil du Roi, devenu Conseil d'État sous Louis XIV, à offrir pour l'archidiocèse d'Auch une chapelle entière d'étoffe d'or ou l'équivalent de cent florins d'or, en application d'une ordonnance du Concile de Lavaur de 1368, encore en vigueur dans tout le Languedoc à l'époque. En 1733 il est fait commandeur de l'ordre du Saint-Esprit par le roi Louis XV. Une autre préoccupation dans ses dernières années lui vient de son frère, le vicomte de Polignac, qui avait épousé la fille de la cousine germaine de Madame de Maintenon et avait de grands besoins d'argent. En 1717, ce frère avait été emprisonné à Vincennes en raison d'un mémoire en faveur des princes légitimés qu'il avait signé. Melchior de Polignac meurt le 20 novembre 1741 et est inhumé à l'église Saint-Sulpice, sa paroisse à Paris.

### Distinction
- Chevalier (1728), puis commandeur des ordres du Roi (1733)

## Portraits

### Selon Saint-Simon
Le duc de Saint-Simon qui ne l'aimait pas, brosse un portrait de l'abbé de Polignac vers la fin de 1705, dans lequel l'esprit caustique du mémorialiste transparaît :

« Il me semble que c’est le dernier des grands prélats de l’Église gallicane qui fasse profession d’éloquence en latin comme en françois, et dont l’érudition soit très-étendue. Il n’y a plus que lui qui, ayant pris place parmi les honoraires dans l’Académie des belles-lettres, entende et parle le langage des savants qui la composent. Il s’exprime sur les matières d’érudition avec une grâce et une noblesse qui lui sont propres. La conversation du cardinal est également brillante et instructive. Il sait de tout, et rend avec clarté et grâce tout ce qu’il sait ; il parle sur les sciences et sur les objets d’érudition comme Fontenelle a écrit ses Mondes, en mettant les matières les plus abstraites et les plus arides à la portée des gens du monde et des femmes, et les rendant dans des termes avec lesquels la bonne compagnie est accoutumée à traiter les objets de ses conversations les plus ordinaires. »

— Louis de Rouvroy, duc de Saint-Simon, Mémoires

### L'homme de lettres
Il est élu en 1704 membre de l'Académie française au siège de Bossuet. Il y devient l'un des principaux acteurs de l'exclusion de l'abbé de Saint-Pierre. Il est également élu membre de l'Académie des sciences en 1711 et de l'Académie royale des inscriptions et belles-lettres en 1717.
Il fréquente les salons littéraires et les fêtes des Grandes Nuits de Sceaux de la duchesse du Maine, dans le cercle des chevaliers de l'Ordre de la Mouche à Miel, au Château de Sceaux.
Il est notamment l'auteur d'un poème latin anti-matérialiste de plus de dix mille vers, l'Anti-Lucretius, édité une première fois en 1747, édition posthume, puis de nombreuses fois réédité, traduit en français en 1749 par Jean-Pierre de Bougainville, secrétaire perpétuel de l'Académie royale des inscriptions et belles-lettres, puis traduit en vers français en 1786 par François-Joseph Bérardier de Bataut. Polignac le commence durant son exil à Bonport, puis y travaille jusqu'à sa mort. Ce poème fut réputé à la cour et au Vatican.
Voltaire, le considère comme un éminent latiniste, dans son Siècle de Louis XIV, publié en 1751.

« L'abbé de Polignac était aussi bon poète latin qu’on peut l’être dans une langue morte ; très éloquent dans la sienne ; l’un de ceux qui ont prouvé qu’il est plus aisé de faire des vers latins que des vers français. Malheureusement pour lui, en combattant Lucrèce, il combat Newton. »

— Voltaire, Catalogue de la plupart des écrivains français qui ont paru dans le Siècle de Louis XIV, pour servir à l’histoire littéraire de ce temps, 1751

### Le diplomate
De ses premiers pas à Rome en 1690, quand il doit répondre de l'assemblée du clergé de France de 1682, Melchior de Polignac se distingue comme un fin diplomate. Son talent de persuasion est remarqué notamment par Madame de Sévigné et par Louis XIV.
Ayant acquis une immense réputation grâce à son Anti-Lucrèce, dont il ne livrait pourtant que des bribes, il est considéré avec respect, par certains courtisans plus jeunes, comme Montesquieu, mais craint comme un rival par d'autres, comme Saint-Simon. Sa fermeté lui obtient un gain de cause en 1712 quand il négocie avec succès la paix d'Utrecht. Il saura jouer de son influence à Rome, pour faire élire le pape Benoît XIII, et défendre l'honneur de la France dans la Ville éternelle à l'heure de la crise du jansénisme. Ces qualités, associées à son art de la persuasion et à une souplesse d'esprit qui lui permettait bien souvent de contourner la difficulté pour arriver à ses fins, ont contribué à faire du cardinal de Polignac, comme l'affirme l'historien Lucien Bély, le modèle de l'ambassadeur de ce début du XVIIIe siècle.

### Effigies
Le portrait du cardinal de Polignac a été peint en 1715 par Hyacinthe Rigaud.
Son buste a été sculpté dans le marbre en 1718 par Antoine Coysevox. Classé Trésor national, il appartient depuis 2005 aux collections du Musée national du château de Versailles,.
Un autre buste, sculpté par Edmé Bouchardon et classé Monument historique, est au Musée municipal de l'évêché de Meaux.
Il est représenté sur le vitrail qui surmonte le portail Sud de l'église Saint-Martin de Polignac.

## Compléments

### Succession apostolique

#### Ascendance apostolique
- Cardinal Scipione Rebiba
- Cardinal Giulio Antonio Santori
- Cardinal Girolamo Bernerio, O.P.
- Archevêque Galeazzo Sanvitale
- Cardinal Ludovico Ludovisi
- Cardinal Luigi Caetani
- Cardinal Ulderico Carpegna
- Cardinal Paluzzo Paluzzi Altieri degli Albertoni
- Pape Benoît XIII
- Cardinal Melchior de Polignac

#### Descendance apostolique
- Hyacinthe Le Blanc, O.S.A. (1728)
- Antoine-Joseph Amable Feydeau, O.Carm. (1730)
- François-Joseph d'Andigné (1733)
- Antoine-Pierre de Grammont (1735)
- Jean-François de Montillet de Grenaud (1735)
- François de Serret de Gaujac (1736)
- Jacques Bonne-Gigault de Bellefonds (1736)
- Louis-Marie de Suarez d'Aulan (1737)

### Blasonnement
Les armes du Cardinal de Polignac reprennent celles de sa famille : Fascé d'argent et de gueules de six pièces.

### Postérité

#### Collections
Le cardinal de Polignac s'était constitué une importante collection d'objets d'arts, que Voltaire décrivit comme "unique dans l'Europe, par sa beauté et sa rareté". Un inventaire de ses biens est dressé de son vivant, en 1738. Parmi ses tableaux on relève une suite des huit Arts libéraux de Nicolas Fouché. Frédéric II de Prusse achète à sa mort ses collections d'objets d'art, de statues et de médailles; certaines de ses pièces serviront de butin en octobre 1807 lors de la Campagne d'Allemagne et d'Autriche pour être exposées par Dominique-Vivant Denon au Louvre, à l'époque Musée Napoléon. Une partie de ses collections se trouve au château de Sans Souci à Potsdam où elle peut encore être admirée.

#### Descendance
Bien que n'ayant pas eu de descendance propre, il est le premier membre de la Maison de Polignac à donner un rayonnement national et européen à sa famille. L'actuel prince régnant à Monaco, le prince Albert II, petit-fils de Pierre de Polignac, est son arrière-petit-neveu au 8e degré.